# Hohe Wiese und Steinfirst bei Breunings
Hohe Wiese und Steinfirst bei Breunings ist ein Naturschutzgebiet und FFH-Gebiet auf dem Gebiet der Gemeinde Sinntal im Main-Kinzig-Kreis in Hessen. Das Naturschutzgebiet liegt nordöstlich des Sinntaler Ortsteils Breunings zwischen der westlich verlaufenden Landesstraße L 3371 und der östlich verlaufenden L 2304. Die Kinzig hat unweit nordwestlich ihre Quelle.

## Bedeutung
Das 33,3 ha große Gebiet mit der Kennung 1435070 ist seit dem Jahr 1994 als Naturschutzgebiet ausgewiesen, seit 2008 als flächen- und namensgleiches FFH-Gebiet (DE 5723-306).